# Mír
Mír je stav, kdy mezi lidmi, skupinami a státy nevládne nenávist a konflikty mezi nimi nevedou k hromadnému násilí. Podle Ottova slovníku je to „požehnaný a blahodárný stav tichosti a dobré vůle mezi lidmi, národy a státy jakožto opak sporů, různic a války“. V mezinárodní oblasti je charakterizován tím, že státy vůči sobě nepoužívají ozbrojené síly, vnitrostátní mír znamená, že skupinové zájmy se neprosazují fyzickým ani psychickým násilím. Mír je nutnou, i když ne dostačující podmínkou pro dobrý život lidí i společností. Růst státní moci a rozvoj vojenské techniky (včetně jaderných zbraní) činí válku podstatně nebezpečnější než byla v minulosti, a posiluje tak potřebu míru.

Mírový symbol (hippies)

## Historie
Z etnologie dnes víme, že vztahy mezi jednotlivými kmeny a skupinami v době před vznikem států byly spíše napjaté a snadno přecházely v dílčí násilnosti a války. Latinské slovo pax (mír) se odvozuje od slovesa pacisco, uzavírat smlouvy, a naznačuje, že mír se chápal jako dílčí překonání konfliktních vztahů domluvou, nikoli jako trvalý stav. Podobně vztahy mezi řeckými obcemi byly v zásadě konfliktní a mír bylo třeba v každém jednotlivém případě vyjednat. Z tohoto stavu nám zůstalo označení smluv, jimiž se končily války, jako „míru“ (například vestfálský mír, augšpurský mír).
Ve válce dvou kmenů, vyzbrojených oštěpy, byly ničivé účinky omezené, kdežto s rozvojem zbraní a vojenské organizace se nesmírně rozšířily. Ještě v 19. století se vojenští velitelé mohli snažit, aby se válka týkala armád, nikoli civilního obyvatelstva, takže se německý teoretik války Carl von Clausewitz mohl domnívat, že „válka je pokračování politiky jinými prostředky“. Teprve ničivé a totální světové války 20. století a rozvoj vojenské techniky, který způsobily, donutil i většinu politiků k opatrnosti a hledání cest k trvalému míru. Zároveň se ukazuje, že vážným ohrožením míru nejsou jen konflikty mezi státy, nýbrž také terorismus.

## Snahy o mír

Holubice míru

Touhu po míru vyjadřují už velmi dávné utopie, například u biblických proroků:
Vymýtím ze země luk, meč i válku. [Oz 2,18 (Kralická) resp. 2,20 (ČEP)].
I překují své meče na radlice a svá kopí na vinařské nože. Pronárod nepozdvihne meč proti pronárodu, nebudou se již cvičit v boji. [Mi 4,3n].
Když se římským císařům podařilo ustanovit mír na celém území říše (Pax Romana), pokládali to mnozí za znamení nové epochy. Když se říše rozpadla a obyvatele západní Evropy začaly sužovat četné války mezi šlechtici, vzniklo v 11. století ve Francii a v Německu hnutí za „Boží mír“ (treuga Dei), které násilnosti aspoň omezovalo.
Velkou touhu po míru vyvolaly ničivé a vleklé občanské a náboženské války 16. a 17. století. Řada významných myslitelů začala přemýšlet o tom, jak mír lépe pojistit, zejména prostředky práva. Erasmus Rotterdamský, Jean Bodin, Hugo Grotius a další se snažili zabránit občanským válkám podporou centrální autority panovníka a zároveň hájit občany před jeho libovůlí. Zde vznikla myšlenka lidských práv. Významný krok učinil německý filosof Immanuel Kant, který v několika spisech hájil myšlenku, že v zájmu světového míru se i suverénní panovníci mají podřídit právu.
Tématem společenských věd se mír stal počátkem 19. století v dílech sociologů A. Comta a H. Spencera, kteří argumentovali tím, že ve válkách fakticky prohrávají obě strany a většina lidí na nich nemá žádný zájem. Po druhé světové válce se úvahy o míru opět oživily a britský ekonom K. E. Boulding zdůraznil význam „integračních organizací“, jako je například církev nebo rodina, které mohou napětí ve společnosti překlenovat.
Vedle snah o humanizaci války, jako bylo založení Červeného kříže a Ženevská konvence o zacházení se zajatci, vznikla už počátkem 20. století hnutí, jež se snažila zajistit mír ustavením vlády práva aspoň v rámci Evropy (například Panevropské hnutí). Neúspěšným pokusem o účinnější prosazování mezinárodního práva byla Společnost národů, na niž po druhé světové válce navázala poučenější Organizace spojených národů. Od roku 1901 se také uděluje Nobelova cena za mír.
Teroristické útoky posledních desetiletí však ukazují, že „světový mír“ neznamená jen mír mezi státy, ale vyžaduje mírové poměry i uvnitř jednotlivých společností a států. Vedle ustavení mezinárodních soudních dvorů, které soudí a trestají válečné zločiny a další porušení lidských práv, a podobných mezinárodních institucí se mír může uskutečnit jen ve spolupráci států, občanských organizací a jednotlivců. Řada moderních států se proto snaží zařadit otázku míru do školního vzdělávání, mírovým snahám se věnují církve i občanská sdružení a dodržování lidských práv se stává jakousi základní normou mezinárodního práva.

## Symboly
Tradičním symbolem míru je v oblasti židovské a křesťanské kultury holubice se zelenou větvičkou v zobáku, která připomíná záchranu lidstva z biblické potopy (Gn 8,8-12) a Noemovu smlouvu s Hospodinem. Olivové větvičky a mapa Země v modré barvě tvoří symbolický obsah vlajky OSN. K téže biblické události odkazuje i znak duhy, který se také užívá jako symbol míru. Moderním symbolem protiatomového a pacifistického hnutí hippies s heslem „milujte se, neválčete“ (Make love, not war) je kruhové logo britského umělce a designera Geralda Holtoma z roku 1958, vytvořené původně pro britskou kampaň za jaderné odzbrojení. Symbol je kombinací vlajkových signálů pro písmena „N“ a „D“ anglického výrazu nuclear disarmament (jaderné odzbrojení).
| „                  | Mír je schopnost a ochota k rozhovoru. | “ |
| — Emmanuel Lévinas |                                        |   |

## Mírové hnutí
Mírové hnutí je sociální hnutí, které usiluje o dosažení ideálů jako je konec jednotlivých válek (nebo všech válek), minimalizace fyzického násilí v konkrétním místě nebo určité situaci, často spojené s cílem dosažení světového míru. Prostředky k dosažení těchto cílů obvykle zahrnují obhajobu věcí jak pacifismus, nenásilný odpor, diplomacie, bojkot, morální (dobročinný) nákup, podporování protiválečných politických kandidátů, demonstrace, a agitování k vytvoření legislativy.

## Pacifismus
Pacifismus značí odpor k válce nebo násilí jako prostředkům na řešení sporů nebo získání výhody. Pacifismus zahrnuje spektrum názorů od víry, že mezinárodní spory mohou a by měly být rozřešeny mírumilovně,
- k vyžadování zrušení vojenských institucí a války
- k odporu vůči každé organizaci společnosti pro státní moc (anarchopacifismus nebo libertarianistický pacifismus)
- k odmítnutí použití fyzického násilí k tomu, aby se dosáhly politické, ekonomické nebo sociální cíle
- k odsouzení síly s výjimkou případů, kde je to naprosto nezbytné k prosazení věci míru
- k odporu vůči násilí vždy, včetně obrany sebe a jiných.

Pacifismus může být založen na morálních principech (deontologický pohled) nebo na pragmatismu. Principiální pacifismus trvá na tom, že někde[kdo?] podél spektra od války k fyzickému násilí se podobné násilí stává nemorální. Pragmatický pacifismus se domnívá, že válečné náklady a mezilidské násilí je tak značné že musí být nalezený lepší způsoby na řešení sporů.

## Organizace Spojených národů
Organizace Spojených národů je mezinárodní organizace, jejíž cíle jsou napomáhat spolupráci v oblastech jako mezinárodní právo, mezinárodní bezpečnost, ekonomický rozvoj, sociální pokrok, lidská práva a dosažení světového míru. Organizace Spojených národů byla založena v roce 1945 po druhé světové válce k tomu, aby nahradila Společnost národů, k zastavení válek mezi zeměmi a k poskytnutí platformy na dialog.
OSN po schválení Bezpečnostní radou vysílá mírové jednotky do regionů, kde ozbrojený konflikt nedávno přestal nebo se zastavil k prosazení podmínek mírových dohod a na odrazení bojujících od pokračování. Protože OSN neudržuje svou vlastní armádu, mírové síly jsou dobrovolně poskytovány členskými státy OSN. Ozbrojené síly, též zvané Modré přilby, které prosazují dohody OSN, dostali medaile Spojených národů, které jsou považovány za mezinárodní vyznamenání a ne za armádní dekoraci.

## Pomníky
Následující pomníky jsou věnovány míru:
| Název                    | Místo                                                               | Organizace                  | Význam |  |
| ------------------------ | ------------------------------------------------------------------- | --------------------------- | --- |  |
| Japonský zvon míru       | New York City, NY, USA                                              | United Nations              | Světový mír |  |
| Fontána času             | Chicago, IL, USA                                                    | Chicago Park District       | 100 let míru mezi USA a UK                                                                                           |  |
| Konfederační památník    | Arlington, Va, USA                                                  | Arlington National Cemetery | Jižní státy si zvolily mír                                                                                           |  |
| Mezinárodní zahrada míru | North Dakota, Manitoba                                              | non-profit organizace       | Mír mezi Kanadou a USA, světový mír                                                                                  |  |
| Peace Arch               | hranice mezi USA a Kanadou, nedaleko města Surrey, Britská Kolumbie | non-profit organizace       | Postaveno na uctění prvních 100 let míru mezi Velkou Británii a USA, který byl uzavřen Dohodou z Ghentu v roce 1814. |  |
| Socha Evropy             | Brusel                                                              | Evropská komise             | Jednota míru v Evropě                                                                                                |  |

## Teorie míru
V rámci Studií míru a konfliktů (Peace and conflict studies) se hledají různé teorie míru, což zahrnuje i zkoumání možností transformace konfliktů, odzbrojení a ukončení násilí. Sama definice míru může záviset na náboženství, kultuře i na předmětu studia.
Jedna z definic říká, že mír je stav rovnováhy a porozumění v člověku i mezi lidmi, kdy se respekt získává přijetím rozdílů, trvalou tolerancí, konflikty se řeší dialogem, lidská práva jsou dodržována a každý hlas je slyšen. Všichni tak mohou být šťastni bez sociálních napětí.

## Měření a žebříček mírumilovnosti
I když mír je často vnímán jako něco neměřitelného, různé organizace se pokoušejí ho kvantifikovat a měřit. Globální index míru produkovaný Institutem pro ekonomii a mír se snaží vyhodnotit mírumilovnost v zemích na základě 23 indikátorů. Poslední vydání Indexu hodnotí 158 zemí podle interní a externí úrovně míru. Podle Globálního mírového indexu z roku 2012 je nejmírumilovnější země Island.